# Cylindroiulus apenninorum
Cylindroiulus apenninorum är en mångfotingart som först beskrevs av Henri W. Brölemann 1897.  Cylindroiulus apenninorum ingår i släktet Cylindroiulus och familjen kejsardubbelfotingar.

## Underarter
Arten delas in i följande underarter:
- C. a. albanensis
- C. a. batavus
- C. a. carraranus
- C. a. griseus
- C. a. montirepens
- C. a. titanensis